# Długowąs senegalski
```

```

Długowąs senegalski (Clarias anguillaris) – gatunek ryby sumokształtnej z rodziny długowąsowatych (Clariidae). Gatunek typowy rodzaju Clarias.

## Występowanie
Afryka: dolny i środkowy Nil; System Czadu, w tym rzeki Logone i Shari; Systemy rzeczne Nigru i Benoue; przybrzeżne rzeki Beninu, Togo, Ghany i Wybrzeża Kości Słoniowej; Gambia i dolne rzeki Senegal.

## Charakterystyka
Maksymalna długość: 100,0 cm.  maks. opublikowana masa: 7,0 kg.